# کرشچنسکویه
کرشچنسکویه (انگلیسی: Kreshchenskoye) یک شهرک در شهرستان میشکینسکی استان باشقیرستان کشور روسیه است.